# Tim Hovland
Tim Hovland (Westchester, 23 febbraio 1959) è un ex pallavolista statunitense, noto per la sua carriera sia nella pallavolo che nel beach volley.

## Biografia
È una figura di spicco nel mondo della pallavolo, sia indoor che beach volley. La sua carriera è iniziata alla University of Southern California (USC), dove ha giocato come schiacciatore e ha contribuito a portare la squadra a vincere il campionato NCAA nel 1980. 
Dopo il successo universitario, Hovland ha giocato professionalmente in Italia, dove ha militato nel Kappa Torino. La sua versatilità e abilità lo hanno reso un giocatore molto apprezzato sia in campo che fuori.
Negli anni '80, Hovland ha anche fatto il salto al beach volley, diventando uno dei pionieri di questo sport. Ha partecipato a numerosi tornei AVP (Association of Volleyball Professionals) e ha vinto diversi titoli, consolidando la sua reputazione come uno dei migliori giocatori di beach volley del suo tempo.

## Palmarès
Campionato italiano: 1
Kappa Torino: 1983/1984
 Coppa delle Coppe: 1
Kappa Torino: 1983/1984
 Coppa CEV: 1
Kubita Falconara: 1985/1986